# Samsung Galaxy Tab 7.0
Samsung Galaxy Tab 7.0, также известный как Samsung Galaxy Tab, представляет собой мини-планшет на базе Android, разработанный компанией Samsung и выпущенный 5 ноября 2010 года. Его дебют состоялся 2 сентября 2010 года на выставке IFA в Берлине. Galaxy Tab стал первым планшетом Samsung, работающим на Android.
Устройство оснащено 7-дюймовым (180 мм) сенсорным TFT-LCD экраном, поддерживает Wi-Fi и работает на процессоре ARM Cortex-A8 Samsung Exynos 3110 с тактовой частотой 1,0 ГГц (кодовое название «Hummingbird»). Планшет имеет систему ввода Swype, 3,2-мегапиксельную заднюю камеру и 1,3-мегапиксельную фронтальную камеру для видеозвонков. Он функционирует на операционной системе Android 2.2 (Froyo) и предлагает возможность телефонной связи через громкую связь с использованием проводных или Bluetooth-наушников (за исключением моделей, продаваемых в США). Также доступны приложения для видеозвонков, такие как Tango или Skype.

## Аппаратное обеспечение
Планшет выполнен в легком пластиковом корпусе, весит 380 г (0,84 фунта). Модель GT-P1000 использует 7-дюймовый Super TFT экран вместо AMOLED, применяемого в телефонах Galaxy S, с разрешением 1024×600 и mDNIE (Mobile Digital Natural Images Engine). Внутренние варианты памяти составляют 2 ГБ (для моделей CDMA в Северной Америке), 16 ГБ или 32 ГБ, с возможностью расширения через microSD до 32 ГБ. Процессор SoC Exynos 3110 (Hummingbird) включает Cortex A8 с тактовой частотой 1,0 ГГц и 512, 444 или 640 МБ оперативной памяти в паре с графическим процессором PowerVR SGX540.
Модель GT-P1010, работающая только на Wi-Fi, использует SoC OMAP 3630, также с 1,0 ГГц Cortex A8, но с менее производительным графическим процессором PowerVR SGX530. Она не поддерживает вывод на ТВ. Некоторые регионы, включая Великобританию, получили обновление до Android 3.0 Honeycomb.
Планшет оснащен двумя камерами: 3,2-мегапиксельной задней с LED-вспышкой и 1,3-мегапиксельной фронтальной. Функции камеры включают автофокусировку, автоматическое сшивание изображений и возможность снимать в различных режимах, включая панораму и автопортрет. Также поддерживается геотеггинг с GPS.
Galaxy Tab включает Wi-Fi 802.11n, Bluetooth 3.0 и телефонные функции, такие как handsfree и поддержка SIM-карт для GSM и CDMA. Фирменный 30-контактный разъем для зарядки и док-станции не совместим с другими устройствами. Samsung утверждает, что аккумулятор на 4000 мАч обеспечивает 7 часов воспроизведения видео или 10 часов разговора.
Варианты GSM имеют внешний слот для SIM-карты, который автоматически перезагружает систему при извлечении карты. Также доступен RCA-разъем для подключения к телевизору.

## Программное обеспечение
Планшет поставляется с модифицированной версией Android Froyo и оболочкой TouchWiz от Samsung. Поддерживаются приложения для работы с календарем, электронной почтой и обмена мгновенными сообщениями. Galaxy Tab также включает ThinkFree Office Mobile для редактирования документов Microsoft Office.
Устройство может выступать в качестве точки доступа Wi-Fi для других устройств. Поддерживаются форматы HD-видео, включая DivX и MPEG4. Видео можно транслировать на телевизор через HDMI с использованием дополнительной док-станции. Текст вводится с помощью Swype или стандартного предиктивного ввода XT9.
Планшеты Galaxy Tab поддерживают создание снимков экрана, а в Google Play доступно множество мобильных приложений.

### Обновления
В мае 2011 года стало известно о выпуске Android Honeycomb 3.0 в Италии, а в феврале 2012 года была выпущена версия 3.2. Официально поддерживаются Froyo и Honeycomb, с возможностью неофициального обновления до CyanogenMod 13 (Android 6.0).

### Безопасность и конфиденциальность
Samsung Galaxy Tab 7.0 предлагает функции безопасности, позволяющие пользователям управлять разрешениями приложений и контролировать доступ к личным данным. Регулярно выпускаются обновления безопасности, что помогает защитить информацию пользователей. Samsung регулярно выпускает обновления безопасности для устранения уязвимостей и обеспечения безопасности вашего устройства, например, обновление безопасности за октябрь 2023 года для серии Galaxy Tab S7. Эти функции в совокупности помогают защитить персональную информацию и обеспечить безопасный пользовательский интерфейс.

## Первые впечатления и отзывы
Ранние отзывы о Galaxy Tab были в целом положительными, его рассматривали как серьезного конкурента iPad, хотя отмечались некоторые недостатки, требующие улучшения.

## Выпуск
Galaxy Tab был представлен в различных регионах, включая Южную Африку, Нигерию, Индию, Южную Корею и США, начиная с ноября 2010 года.

## Продажи
Сразу после выпуска Samsung сообщила о продаже 600,000 единиц, а к декабрю 2010 года эта цифра достигла 1 миллиона. В январе 2011 года было объявлено об отгрузке 2 миллионов единиц.

## Модели-преемники
Следующими моделями стали Samsung Galaxy Tab 7.0 Plus и другие версии, такие как Galaxy Tab 2 и Galaxy Note, которые обеспечили обновленные функции и улучшенные характеристики.
Вторым и настоящим преемником планшетов в серии являются Galaxy Tab 3 7.0 и 10.1, а также новый вариант в линейке Galaxy Tab и второй 8-дюймовый планшет от Samsung, который был Samsung Galaxy Tab 3 8.0, которые снова нацелены на бюджетные рынки. Фронтальные камеры были обновлены до качества 1,3 МП, чипсет для трех планшетов теперь производится разными производителями чипов, а именно Marvell для 7.0, Samsung для 8.0 и Intel для 10.1, и он значительно тоньше благодаря новому унифицированному дизайну Samsung. Кроме того, планшеты теперь поддерживают некоторые функции, когда-то зарезервированные для серий S и Note, такие как Smart Stay, S Voice, а эксклюзивно для 8.0 есть Multi-Window. 10,1-дюймовая версия продается по цене 399 долларов, 8,0-дюймовая версия — за 299 долларов, а 7,0-дюймовая версия — за 199 долларов.